# شرشور ثلجي أبيض الجناحين
الشرشور الثلجي الأبيض الجناحين (الاسم العلمي: Montifringilla nivalis) هو طائر جاثم. على الرغم من اسمه، فهو عصفور مغرد وليس عصفورًا عاديا.

## التصنيف
في عام 1760 ، أدرج عالم الحيوان الفرنسي ماثورين جاك بريسون وصفًا للشرشور الثلجي الأبيض الجناحين في كتابه علم الطيور بناءً على عينة ولكن دون تحديد مكان جمعها.فقد استخدم الاسم الفرنسي Le pinçon de neige ou la niverolle واللاتينية Fringilla nivalis، وعلى الرغم من أن بريسون صاغ الأسماء اللاتينية، إلا أنها لا تتوافق مع نظام ثنائي الحدود الخاص بتسمية الحيوانات، ولم يتم الاعتراف بها في اللجنة الدولية المعنية بتسميات علم الحيوان. فعندما قام عالم الطبيعة السويدي كارل لينيوس في عام 1766 بتحديث احد اهم اعماله " نظام الطبيعة" للطبعة الثانية عشرة، أضاف 240 نوعًا سبق أن وصفها بريسون . فقد كان أحد هؤلاء الحيوانات هو طائر أبيض الجناح . تضمن لينيوس وصفًا موجزًا، واستخدم الاسم ذي الحدين اللاتيني ندفة الثلج واستشهد بعمل بريسون. فقد صنف لينيوس موطن هذا النوع على أنه "أمريكا". ثم بعد ذلك تم تجديد موقع طائر ابيض الجناح لاحقًا ليصبح سويسرا. الاسم المحدد ( nivalis مثلج ) هو لاتيني لكلمة "ثلجي" أو "بياض الثلج". اما الان فيتم وضع هذا النوع من فصيلة " مونتيفرينجيلا" الذي أدخله عالم الطيور الألماني كريستيان لودفيج بريم في عام 1828.
- م ن. nivalis (لينيوس ، 1766) - جنوب أوروبا
- م ن. leucura Bonaparte ، 1855 - جنوب وشرق تركيا
- م ن. alpicola ( بالاس ، 1811 ) - القوقاز وشمال إيران إلى أفغانستان
- م ن. جادي زارودني ولودون ، 1904 - جنوب غرب إيران
- م ن. تيانشانيكا كيف - كلاينر ، 1943 - شرق كازاخستان وشمال طاجيكستان
- م ن. groumgrzimaili Zarudny & Loudon ، 1904 - من شمال غرب الصين إلى وسط منغوليا
- م ن. كوينلونينسيس بيانكي ، 1908 - غرب وسط الصين وشمال التبت

## وصف
يعد الطائر الثلجي، ذو الاجنحة البيضاء بالون الثلجي، هو طائر ممتلئ كبير يبلغ طوله من 16.5 إلى 19 سم (6.5-7.5 بوصات). فالأجزاء العلوية بنية اللون ، والأجزاء السفلية بيضاء، ورأسه رمادي. وايضا لدية جناح أبيض طويل ضيق. في الصيف يصبح منقار الطائر الاجنحة الثلجية اسود اللون ، وهناك رقعة من ريشه اسفل المنقار سوداء اللون ،و تختفي هذه الرقعة في الشتاء ويصبح المنقار اصفر مائل للون البرتقالي. الجنسان متشابهان.

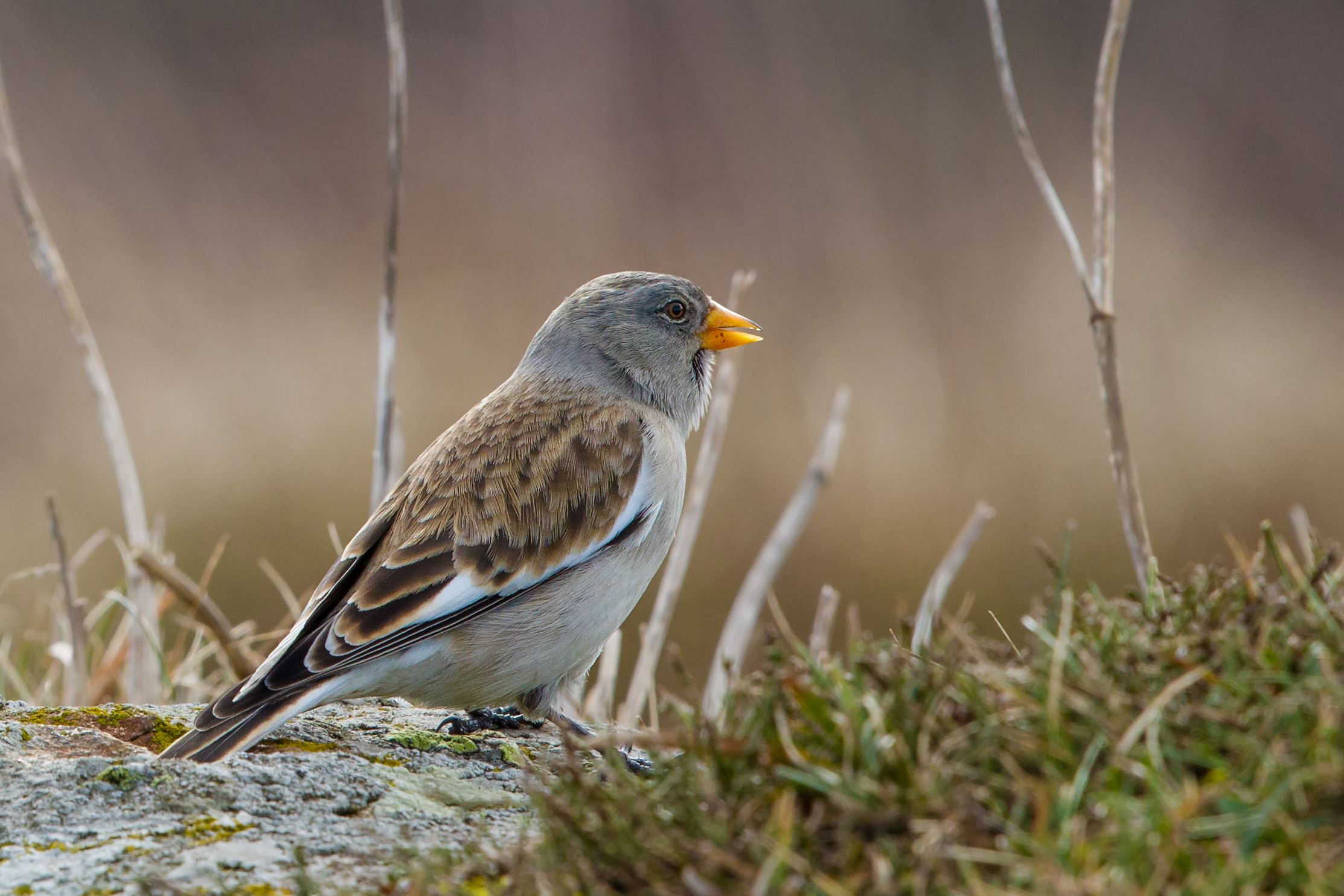
في تارن بفرنسا في ديسمبر تظهر ألوان الشتاء بما في ذلك منقار اصفر مائل للبرتقالي

يظهر طائر الاجنحة الثلجية أثناء الطيران أجنحة سوداء بداخلها اجنحة بيضاء ضخمة، وذيل باللون الأسود و من عند الحواف باللون الابيض . ويمتلك هذا الطائر صوتا عذبا و يعتبر من اعذب اصوات الطيور المغردة، ويسمى صوته " زقزقة ".

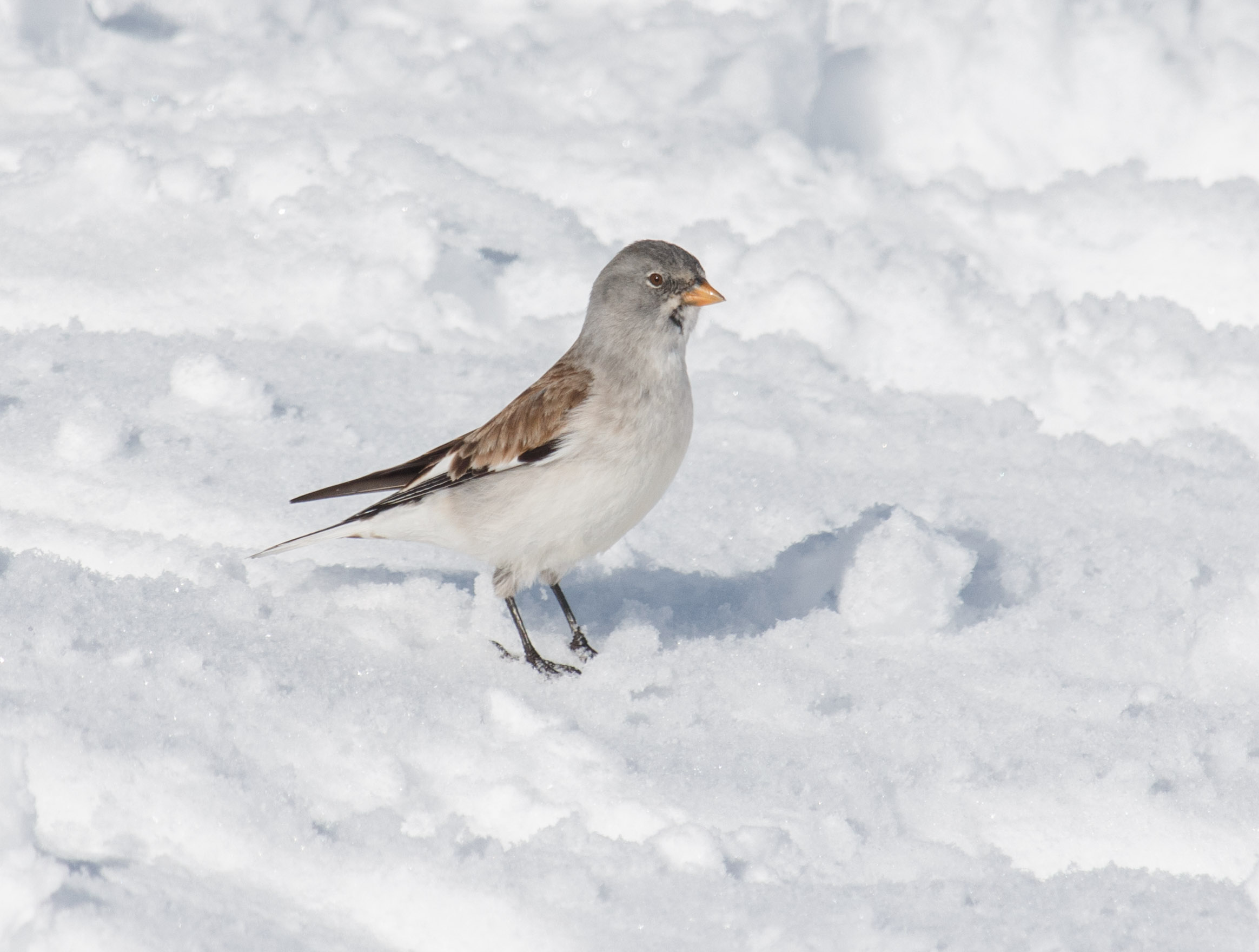
في جبال الألب الشمالية بفرنسا في الشتاء

## توزيع والسكن
يعد طائر الاجنحة البيضاء من الطيور التي تتكاثر بالتبويض ،فتضع بيضها في الجبال العالية، فعادة ما يزيد ارتفاعها عن 1500 متر (4900 قدم)، فعلى سبيل المثال في جنوب أوروبا (جبال البرانس ، وجبال الألب، وكورسيكا، والبلقان)، وفي آسيا الوسطى إلى غرب الصين. يعشش في الشقوق أو جحور القوارض ، ويضع 3-4 بيضات في كل مرا.

## سلوك

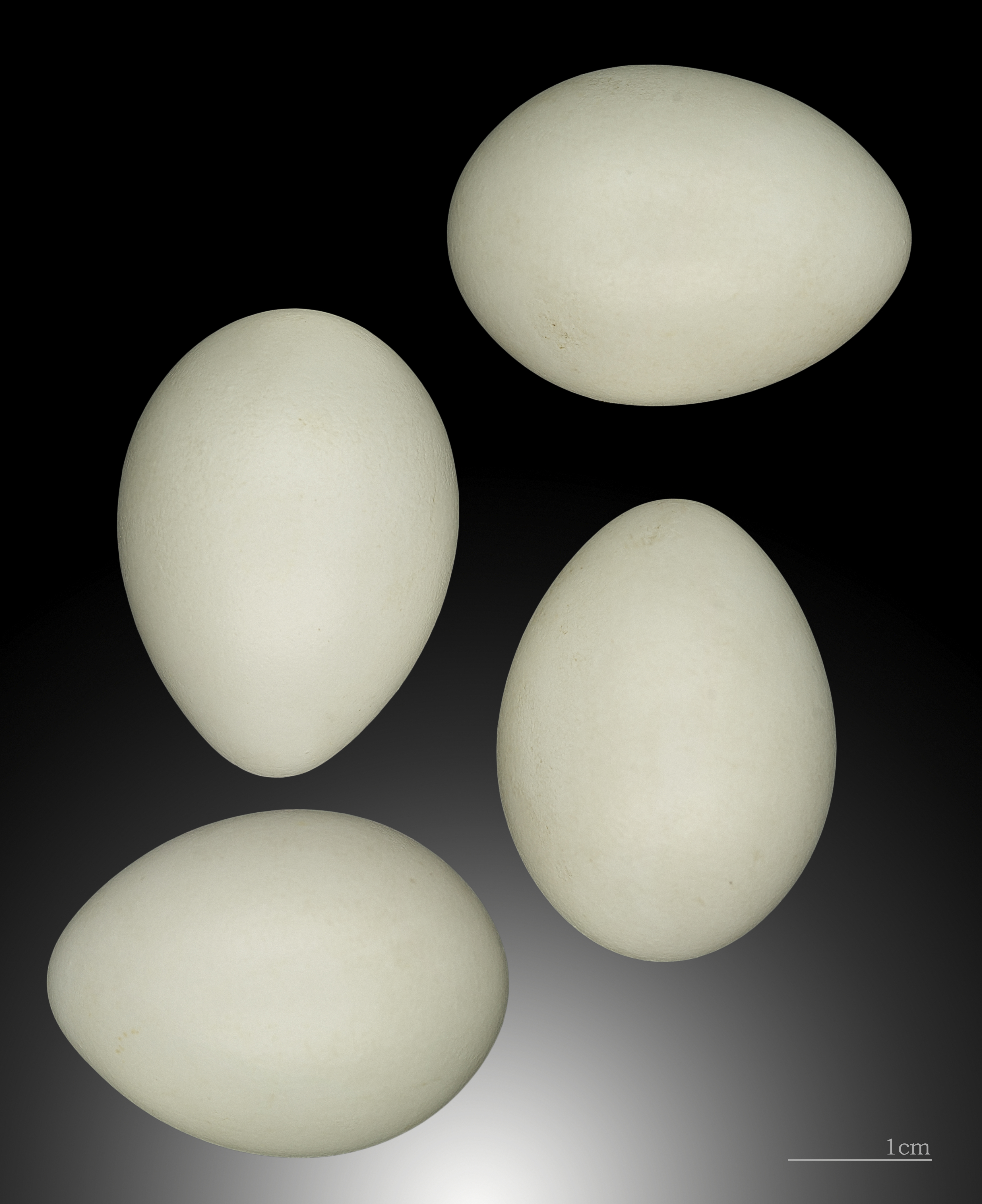
بيض من مجموعة متحف دي تولوز

يتغذى طائر ابيض الجناح على البذور بشكل رئيسي ، و في بعض الاحيان يحتوي غذائه على بعض الحشرات . فيعد هذا الطائر من الطيور التي تالف الناس و تبني عشة في الحدائق العامة ، ونادرًا ما ينخفض إلى أقل من 1,000 متر (3,300 قدم) حتى في طقس الشتاء القاسي.